# Baza lotnicza Vaiņode
Baza lotnicza Vaiņode – baza lotnicza Łotewskich Sił Powietrznych zlokalizowana w miejscowości Vaiņode, na Łotwie.